# Jardin du matin calme
Le Jardin du matin calme (en coréen : 아침고요수목원) est un arboretum situé au pied du mont Chukryeong (879 m) à quelques dizaines de kilomètres à l'est de Séoul, dans le district de Gapyeong en Corée du Sud. Sur 30 000 m², il abrite 5 000 espèces de plantes dont certaines rares ou menacées de disparition et attire 600 000 touristes par an. Le nom de ce jardin rappelle que la Corée est souvent surnommée le « pays du Matin calme ».
Conçu en 1996 par le professeur Han San-kyung de l'université Sahmyook avec l'ambition de propager l'interprétation coréenne de la beauté, c'est un espace artistique basé sur des concepts d'asymétrie et d'équilibre.  Il est divisé en vingt sections. Le jardin des plantes par exemple abrite environ 1 000 espèces de fleurs provenant de toute la Corée. La partie la plus populaire est le jardin Sukgeun qui reprend la forme de la péninsule coréenne, symbolisant le désir de réunification.
En hiver, le jardin est le cadre d'un festival des lumières.
Le film The Letter (en) (1997) l'a fait connaître.

## Galerie

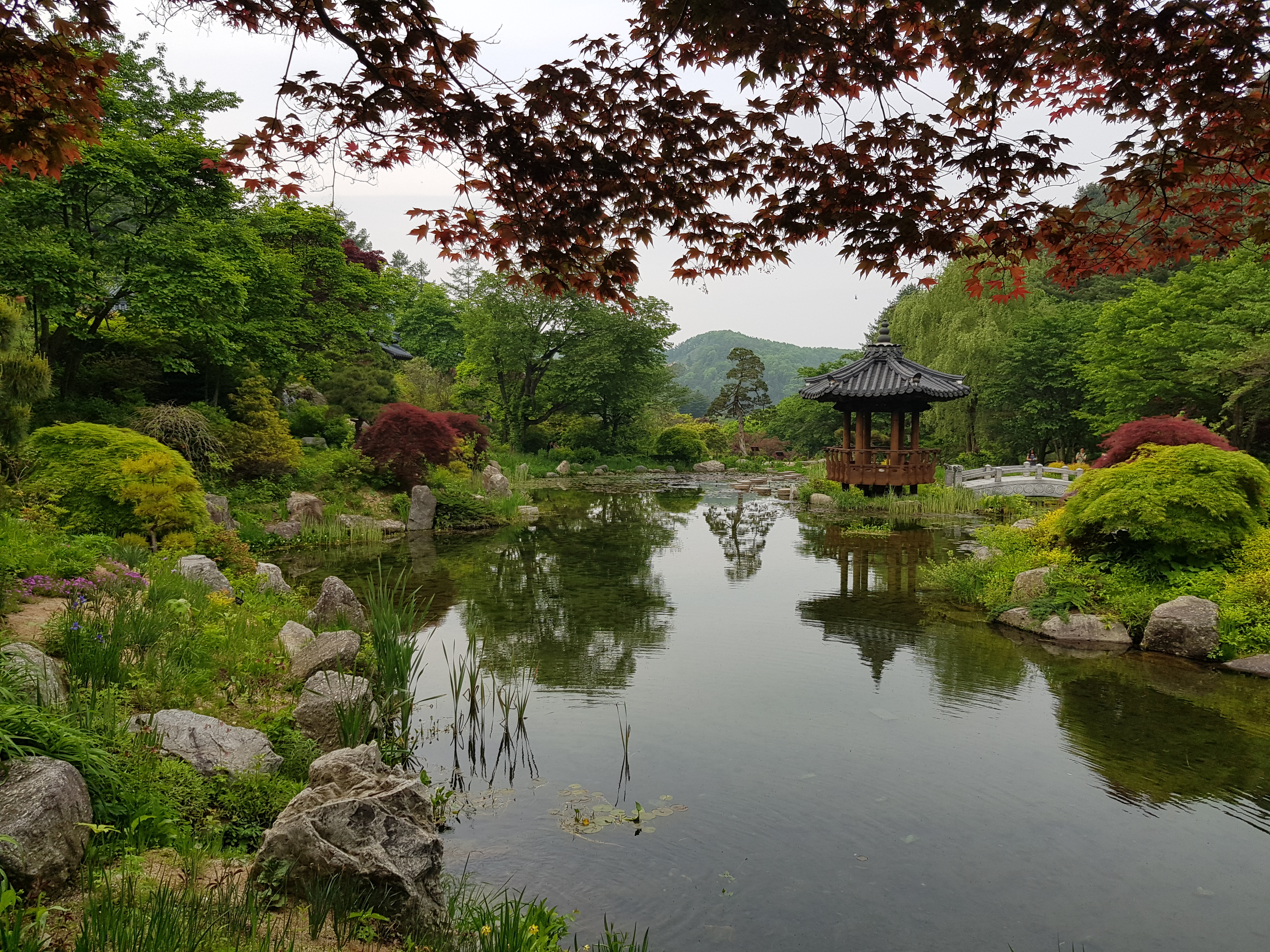
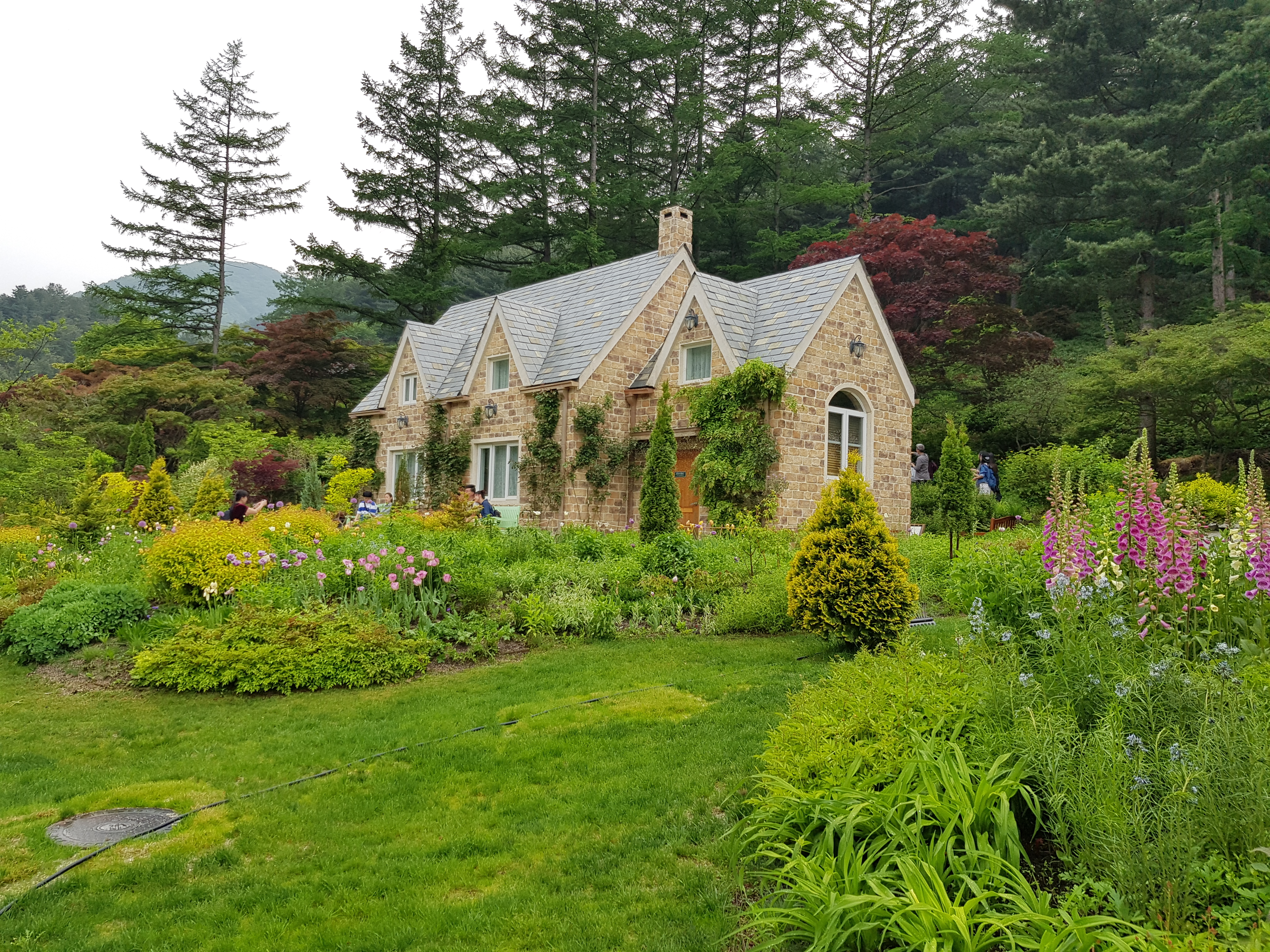
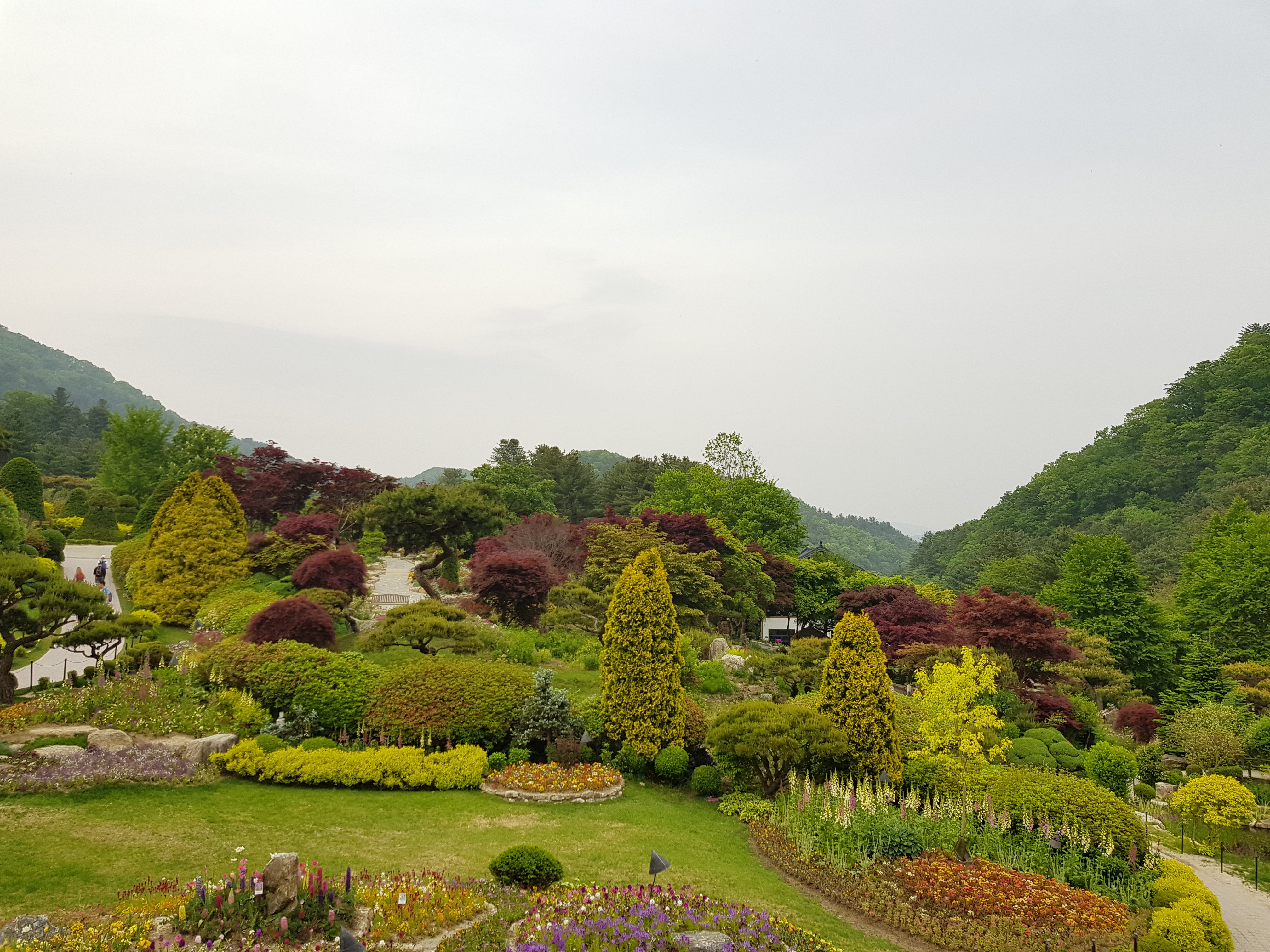
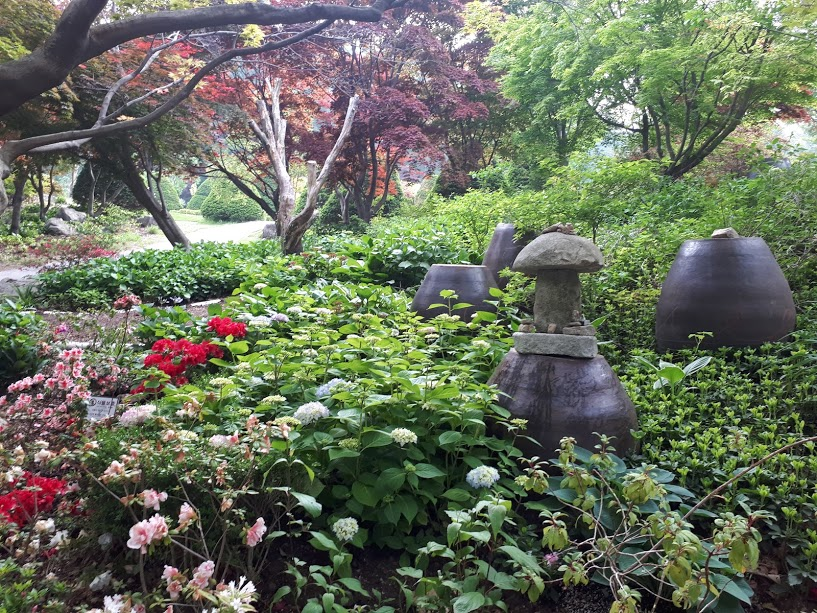
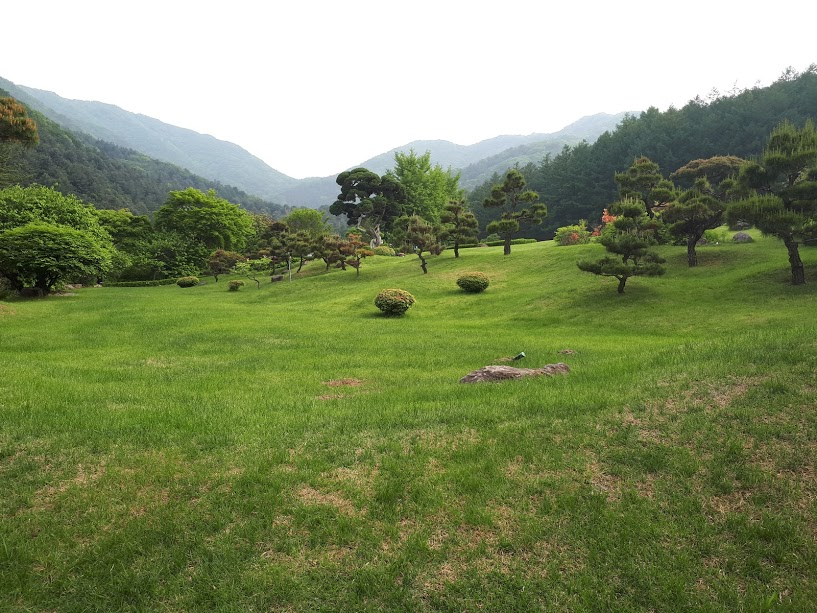